# Club industriel de Kamsar
Actualités
Le Club industriel de Kamsar est un club de football guinéen basé à Kamsar. 

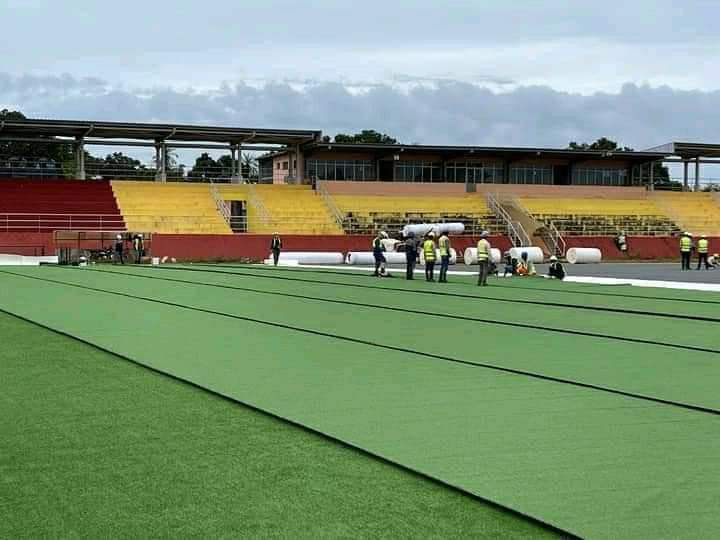
stade de l'Amitié de Kamsar

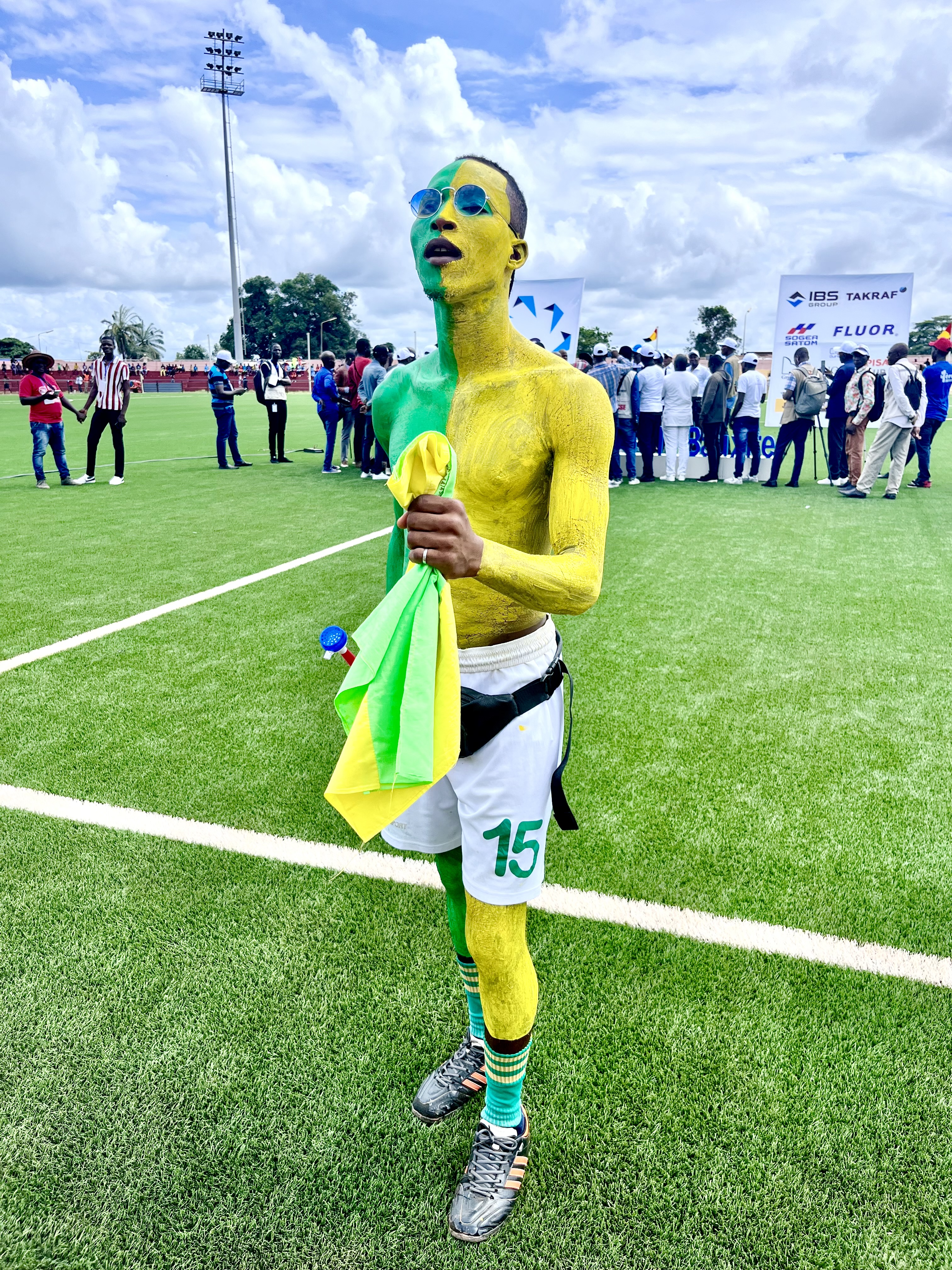

Pascal Feindouno joue dans ce club entre 1995 et 1997.

## Palmarès
- Coupe de Guinée
  - Finaliste : 2004, 2006 et 2013

## Entraîneurs
- octobre 2017- mars 2018 :  Hamidou Camara[2],[3]
- ? :  Désiré Fokou
- ? :  Mohamed Maleah Camara[4]
- 2020-2022 :  Daniel Bréard[5]
- 2022 :  Guillaume Soumah[1]